# 靈山吳氏墓
靈山吳氏墓位於四川省巴中市平昌縣，文物遺址年代判定為清。2012年7月16日公佈為第八批四川省文物保護單位。

## 簡介[2]
靈山吳氏墓位於四川省巴中市平昌縣靈山鄉元柏村，坐南朝北，為吳家昌及夫人馮氏、周氏三人合葬墓，土塚呈橢圓形，長10.74公尺，寬4.5公尺，高5公尺，塚前立拱形頂墓碑，高5.1公尺，寬3.1公尺，厚0.4公尺，四柱三開間，明間辟回廊，中部立花瓶柱礎雕花圓柱2根，上部辟龕，龕內施墓主人真身像，龕門左右兩側各刻人物故事圖案1幅，龕上部設亡堂，內刻墓主人姓名及年款，墓碑前設享堂，長3.1公尺，寬5.2公尺，高5.7公尺，拱形頂，享堂左右兩側壁上各刻詩詞二幅、戲劇故事2悟，享堂前立帷幔式拱形門，高6公尺，寬5.87公尺。此墓造型獨特，規模較大，對研究清代墓葬習俗提供了實物依據。